# Odin: Kōshi hansen Starlight
Odin: Kōshi hansen Starlight (オーディーン 光子帆船スターライト?, Ōdīn: Kōshi hansen Sutāraito, lett. "Odin - Il veliero fotonico Starlight") è un film del 1985 diretto da Takeshi Shirado e Eiichi Yamamoto.

## Trama
L'evoluzione tecnologica delle navi spaziali ha portato, nel 2099, ad una maggiore presenza umana nei pianeti del sistema solare. Nel tentativo di ampliare ulteriormente la colonizzazione dello spazio e di migliorare ulteriormente la tecnologia dei veicoli spaziali, viene lanciata un'astronave a forma di vascello, mossa da vele che si servono di fasci di luce laser e denominata Starlight. All'inizio del viaggio l'equipaggio soccorre Sarah Cyanbaker, unica persona sopravvissuta alla distruzione della sua astronave.
Ripresasi, la ragazza inizia ad avere alcuni sogni su di un pianeta chiamato Odin, la cui esistenza sembra essere confermata da alcuni manufatti di origine norrena rinvenuti in un asteroide. La ciurma decide di proseguire il viaggio, non prima di aver attuato un ammutinamento ai danni del comandante, deciso a tornare sulla Terra dietro ordini del comando. Il percorso dell'astronave viene presto interrotto da un alieno che, identificatosi con il nome di Asgard, minaccia la chiusura delle porte del paradiso agli esseri umani e ai non credenti: di conseguenza l'astronave si imbatte in alcuni attacchi da parte di altre navi spaziali comandate da uomini meccanizzati.
Sconfitti gli avversari, Sarah e la ciurma dello Starlight si accorge che gli uomini meccanizzati erano in realtà dei cyborg: in particolare uno di essi, sul punto di morire, consegna un chip di cristallo contenente tutti i segreti di Odin e degli alieni che lo popolavano.

## Colonna sonora
La colonna sonora del film è stata composta da Hiroshi Miyagawa (già realizzatore della colonna sonora della serie Star Blazers) con la collaborazione di Yû Aku e Kentaroh Haneda. I principali temi musicali del film sono stati tuttavia composti ed eseguiti dal gruppo heavy metal Loudness, accreditati con il nome di ogni singolo membro.

### Album
I brani composti ed eseguiti dai Loudness sono stati racchiusi in un EP intitolato Gotta Fight e pubblicato il 21 giugno 1985 dalla Nippon Columbia.

#### Tracce
1. Gotta Fight – 3:45
2. Eruption – 3:14
3. Odin – 5:17
4. Flash Out – 4:07

## Distribuzione
Il film è stato distribuito in Giappone a partire dal 10 agosto 1985. La distribuzione per il mercato estero iniziò invece nel 1986, con una versione distribuita dalla U.S. Manga Corps: essa differisce dall'originale per la durata, abbreviata a 93 minuti.

## Edizioni home video

### DVD
Il 24 agosto 2004 la Central Park Media ha pubblicato una versione in DVD del film, intitolata Odin: Starlight Mutiny e contenente sia la versione giapponese di 139 minuti, sia la versione ridotta e adattata per il mercato esterno.